# بازیکن فوتبال سال ارمنستان

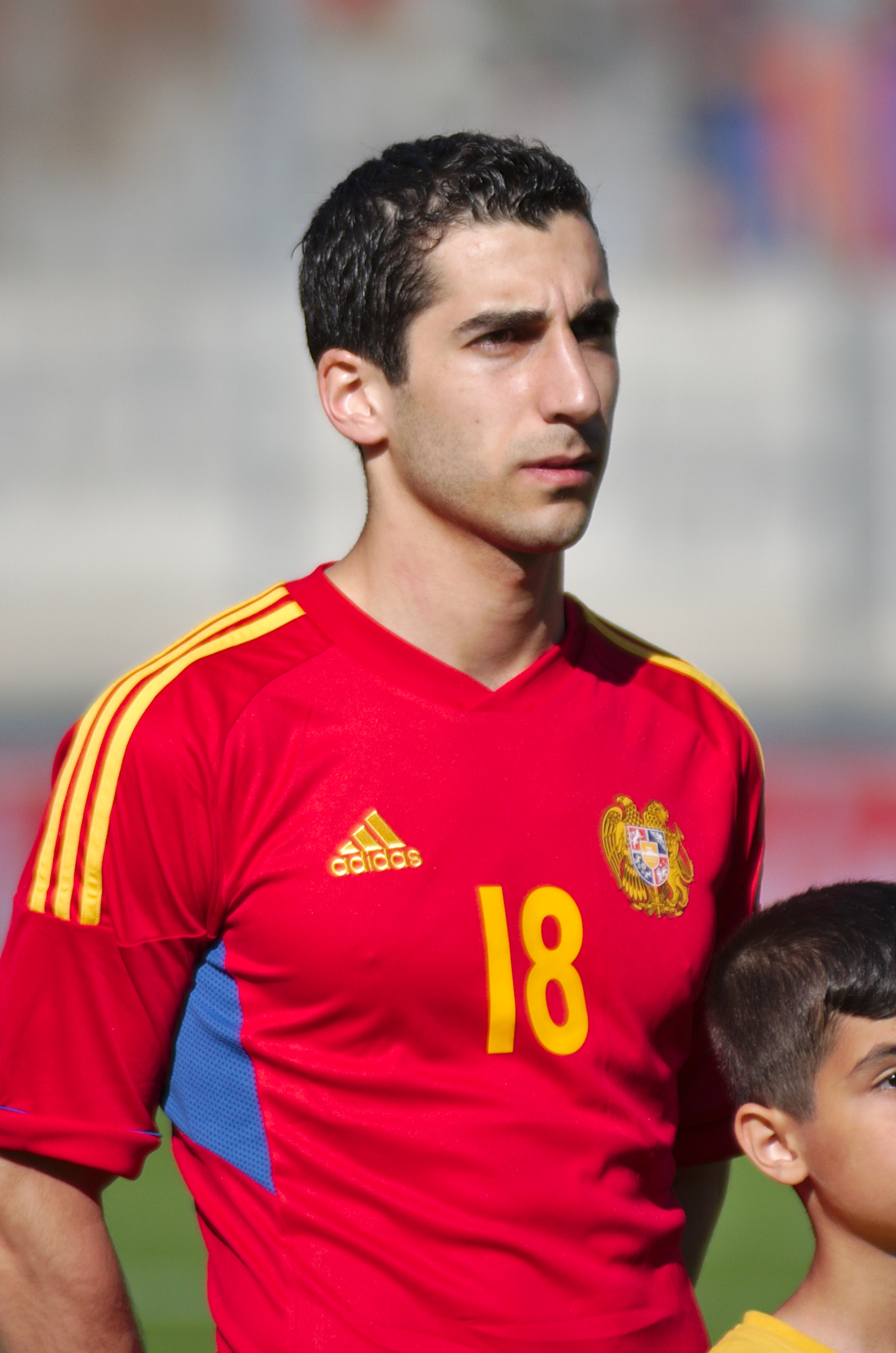
هنریخ مخیتاریان هشت بار به عنوان بازیکن فوتبال سال ارمنستان برگزیده شده است.

بازیکن فوتبال سال ارمنستان (ارمنی: Հայաստանի տարվա ֆուտբոլիստ) یک جایزه سالانه است که به بهترین بازیکن حرفه‌ای فوتبال اهل ارمنستان اعطا می‌گردد. برنده توسط اعضای فدراسیون فوتبال ارمنستان، داوران، مربیان، کاپیتان و روسای باشگاه‌های لیگ برتر فوتبال ارمنستان به علاوه روزنامه‌نگاران و رسانه‌ها برگزیده می‌شوند.

## تاریخچه
همان سالی که فدراسیون فوتبال ارمنستان بنیانگذاری شد، جایزه بهترین بازیکن فوتبال ارمنستان نیز به صورت سالیانه اعطا می‌شود. نخستین جایزه در سال ۱۹۹۲ میلادی به کاپیتان پیشین تیم ملی فوتبال ارمنستان، سارگیس هووسپیان اعطا شد. هوسپیان و هنریخ مخیتاریان دو بازیکنانی هستند که بیشترین بار برنده جایزه شده‌اند. آرتور پتروسیان و آرمن شاهگلدیان نیز هر کدام دو بار برنده جایزه شده‌اند. ادگار مانوچاریان جوان‌ترین بازیکنی است که در سن ۱۶ سالگی برنده این جایزه در سال ۲۰۰۴ شد و هوسپیان مسن‌ترین بازیکنی است که این جایزه را در سن ۳۶ سالگی در سال ۲۰۰۸ برنده شده است.
در سال ۲۰۱۳ میلادی، میشل پلاتینی، بازیکن فرانسوی برجسته فوتبال و رئیس یوفا به زبان ارمنی اعلام نمود که هنریخ مخیتاریان به عنوان بازیکن فوتبال سال ارمنستان انتخاب شده است.

## فهرست دریافت‌کنندگان
| سال  | بازیکن               | باشگاه                    | منبع   |
| ---- | -------------------- | ------------------------- | ------ |
| ۱۹۹۲ | سارگیس هووسپیان      | پیونیک ایروان             | [ ۱ ]  |
| ۱۹۹۳ | آرمن شاهگلدیان       | آرارات ایروان             | [ ۱ ]  |
| ۱۹۹۴ | آرسن آوتیسیان        | پیونیک ایروان             | [ ۱ ]  |
| ۱۹۹۵ | سارگیس هووسپیان      | پیونیک ایروان             | [ ۱ ]  |
| ۱۹۹۶ | آرتور پتروسیان       | شیراک                     | [ ۱ ]  |
| ۱۹۹۷ | هاروتیون واردانیان   | شیراک                     | [ ۱ ]  |
| ۱۹۹۸ | آرتور ووسکانیان      | اسپارتاک ایروان           | [ ۱ ]  |
| ۱۹۹۹ | هاروتیون آبراهامیان  | ایروان                    | [ ۱ ]  |
| ۲۰۰۰ | آرتور پتروسیان       | یانگ بویز برن             | [ ۱ ]  |
| ۲۰۰۱ | واردان میناسیان      | پیونیک ایروان             | [ ۱ ]  |
| ۲۰۰۲ | آرمان کارامیان       | پیونیک ایروان             | [ ۱ ]  |
| ۲۰۰۳ | آرا هاکوبیان         | متالورگ دونتسک            | [ ۱ ]  |
| ۲۰۰۴ | ادگار مانوچاریان     | پیونیک ایروان             | [ ۱ ]  |
| ۲۰۰۵ | آرام هاکوبیان        | بانانتس                   | [ ۱ ]  |
| ۲۰۰۶ | آرمن شاهگلدیان       | میکا                      | [ ۱ ]  |
| ۲۰۰۷ | لوون پاچاجیان        | پیونیک ایروان             | [ ۱ ]  |
| ۲۰۰۸ | سارگیس هووسپیان      | پیونیک ایروان             | [ ۱ ]  |
| ۲۰۰۹ | هنریخ مخیتاریان      | پیونیک ایروان             | [ ۱ ]  |
| ۲۰۱۰ | کارلن مکردجیان       | پیونیک ایروان             | [ ۱ ]  |
| ۲۰۱۱ | هنریخ مخیتاریان      | شاختار دونتسک             | [ ۴ ]  |
| ۲۰۱۲ | هنریخ مخیتاریان      | شاختار دونتسک             | [ ۵ ]  |
| ۲۰۱۳ | هنریخ مخیتاریان      | بروسیا دورتموند           | [ ۶ ]  |
| ۲۰۱۴ | هنریخ مخیتاریان      | بروسیا دورتموند           | [ ۷ ]  |
| ۲۰۱۵ | هنریخ مخیتاریان      | بروسیا دورتموند           | [ ۸ ]  |
| ۲۰۱۶ | هنریخ مخیتاریان      | منچستر یونایتد            | [ ۹ ]  |
| ۲۰۱۷ | هنریخ مخیتاریان      | منچستر یونایتد            | [ ۹ ]  |
| ۲۰۱۸ | مارکوس پیزلی         | آق‌تپه                     |        |
| ۲۰۱۹ | هنریخ مخیتاریان      | آ.اس. رم                  | [ ۱۰ ] |
| ۲۰۲۰ | هنریخ مخیتاریان      | آ.اس. رم                  |        |
| ۲۰۲۱ | وارازداد هارویان     | کادیس                     |        |
| ۲۰۲۲ | ادوارد اسپرتسیان     | باشگاه فوتبال کراسنودار   | [ ۱۱ ] |
| ۲۰۲۳ | هنریخ مخیتاریان (۱۱) | باشگاه فوتبال اینتر میلان | [ ۱۲ ] |